# Léon M'ba
Gabriel Léon M'ba (Libreville, 9 de febrero de 1902-París, 27 de noviembre de 1967) fue el primer Presidente de Gabón (1960-1967).
Fue primer ministro desde el 21 de mayo de 1957 al 21 de febrero de 1961 y fue elegido presidente después de la independencia de Francia el 17 de agosto de 1960.
M'ba fue reelegido en marzo de 1967, pero murió en noviembre del mismo año y fue sucedido por su vicepresidente, Albert-Bernard Bongo (se cambió el nombre a Omar Bongo Ondimba).
Miembro del grupo étnico fang, nació en Libreville (actual capital de Gabón, que entonces era un territorio de ultramar de Francia). Educado en diversas escuelas católicas, trabajó como contable, periodista y administrador antes de comenzar su actividad política. En 1924 accedió a la jefatura cantonal de los fang. Considerado un agitador por las autoridades coloniales francesas, tuvo que vivir exiliado en Ubangi-Shari (en la actual República Centroafricana) desde 1936 hasta 1946.
Tras su regreso lideró el Bloque Democrático de Gabón (BDG), partido gabonés afiliado a la Agrupación Democrática Africana, organización de carácter regional dirigida por Félix Houphouët-Boigny. En 1952 fue elegido miembro del órgano legislativo territorial y en 1956 se convirtió en alcalde de Libreville. Un año después se estableció el primer consejo de gobierno de Gabón, y M’Ba desempeñó sucesivamente los cargos de vicepresidente y presidente del mismo, y, tras la concesión de la autonomía por parte de Francia, primer ministro. La República de Gabón proclamó su independencia el 17 de agosto de 1960 y M’Ba continuó ejerciendo la jefatura del Estado. Recibió numerosas críticas por considerarse que mantuvo una política tendente a conservar los vínculos del nuevo país con Francia. En 1960 ordenó el encarcelamiento de varios miembros de su propio partido, entre los que se encontraba incluso el presidente de la Asamblea Nacional. Pese a todo ello, ganó las elecciones de 1961 y se convirtió en el primer presidente del Gabón independiente.
La oposición a M’Ba se unió alrededor de la figura de Jean-Hilaire Aubame, ministro de Asuntos Exteriores y líder de un partido rival, la Unión Democrática y Social de Gabón (UDSG). En 1963 M’Ba intentó obligar a los miembros de la UDSG a fusionarse con el BDG, para formar así un único partido gubernamental. Dada la resistencia que encontró para que cristalizara su propósito, en enero de 1964 disolvió la Asamblea Nacional. Un golpe de Estado militar protagonizado por oficiales le desalojó del poder y condujo a Aubame a la presidencia. No obstante, M’Ba solicitó ayuda a Francia y la intervención de tropas de este país propició su inmediato regreso a la jefatura del Estado. Como reacción a esta tentativa, el gobierno de M’Ba adquirió tintes cada vez más dictatoriales. Problemas de salud le obligaron a pasar la mayor parte de 1966 en París (Francia) para recibir tratamiento médico. También por este motivo decidió quién habría de ser su heredero político, Albert-Bernard Bongo (el cual adoptó más tarde el nombre de Omar Bongo). M’Ba y Bongo fueron confirmados, respectivamente, como presidente y vicepresidente en las elecciones de 1967. Tras fallecer M’Ba en noviembre de ese mismo año, Bongo asumió la presidencia del país.